# Augusta Bagiennorum

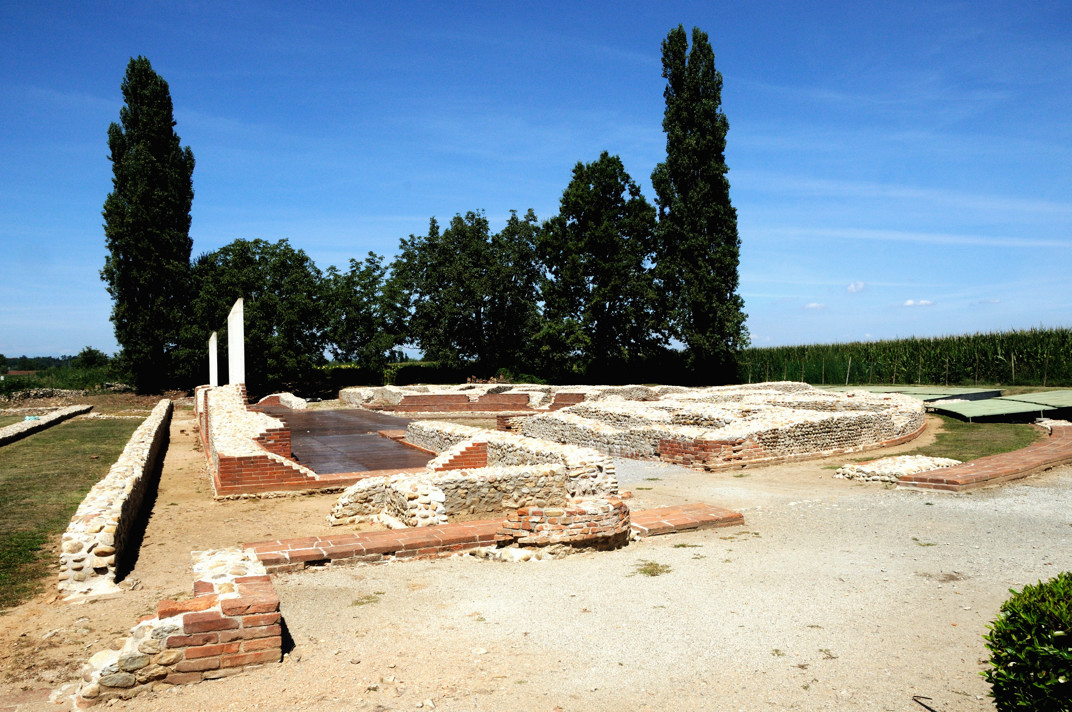
Ein Teil des Ruinenfeldes von Augusta Bagiennorum

Augusta Bagiennorum (altgriechisch Αὐγούστα Βατιενῶν Augusta Batienōn) ist der Name einer ehemaligen römischen Stadt, die unter anderem bei Plinius dem Älteren erwähnt wird, und heute eine große archäologische Stätte in der Nähe der Ortschaft Bene Vagienna in der italienischen Provinz Cuneo. Die Zone ist seit 1993 als Naturschutzgebiet deklariert.

## Lage und archäologischer Befund
Die Siedlungswüstung liegt nordöstlich von Bene Vagienna im Gebiet zwischen den Flüssen Stura di Demonte und Tanaro. Gegen Südosten ist die Landschaft vom kleinen Tal des Baches Mondalavia begrenzt. Im südlichen Abschnitt des antiken Stadtgebiets befinden sich heute die Häuser der kleinen Fraktion Roncaglia, der größte Teil der antiken Gebäudefundamente liegt unter Ackerland verborgen.
Das Bodendenkmal ist etwa 250.000 Quadratmeter groß und nur zum Teil archäologisch erforscht. Ende des 19. Jahrhunderts begannen unter Giuseppe Assandria und Giovanni Vacchetta im antiken Ruinenfeld die ersten archäologischen Grabungskampagnen, die ein ungefähres Bild der Siedlungsstruktur der Stadt ergaben. Bis zu den Anfangsjahren des 21. Jahrhunderts fanden weitere Ausgrabungen statt und wurden einzelne der gefundenen Gebäuderuinen konserviert. Die Stadt war von einer Befestigungsmauer umgeben, die mehrere Tore und Türme aufwies. In Teilen ergraben sind das Forum, eine Basilica, ein Tempel, ein Theater, Thermen und ein Amphitheater. Die Befunde wurden nach den Untersuchungen mehrheitlich wieder zugedeckt, um die Felder der landwirtschaftlichen Nutzung zurückzugeben. Sichtbar sind Überreste des Theaters, des Amphitheaters und eines Aquädukts.

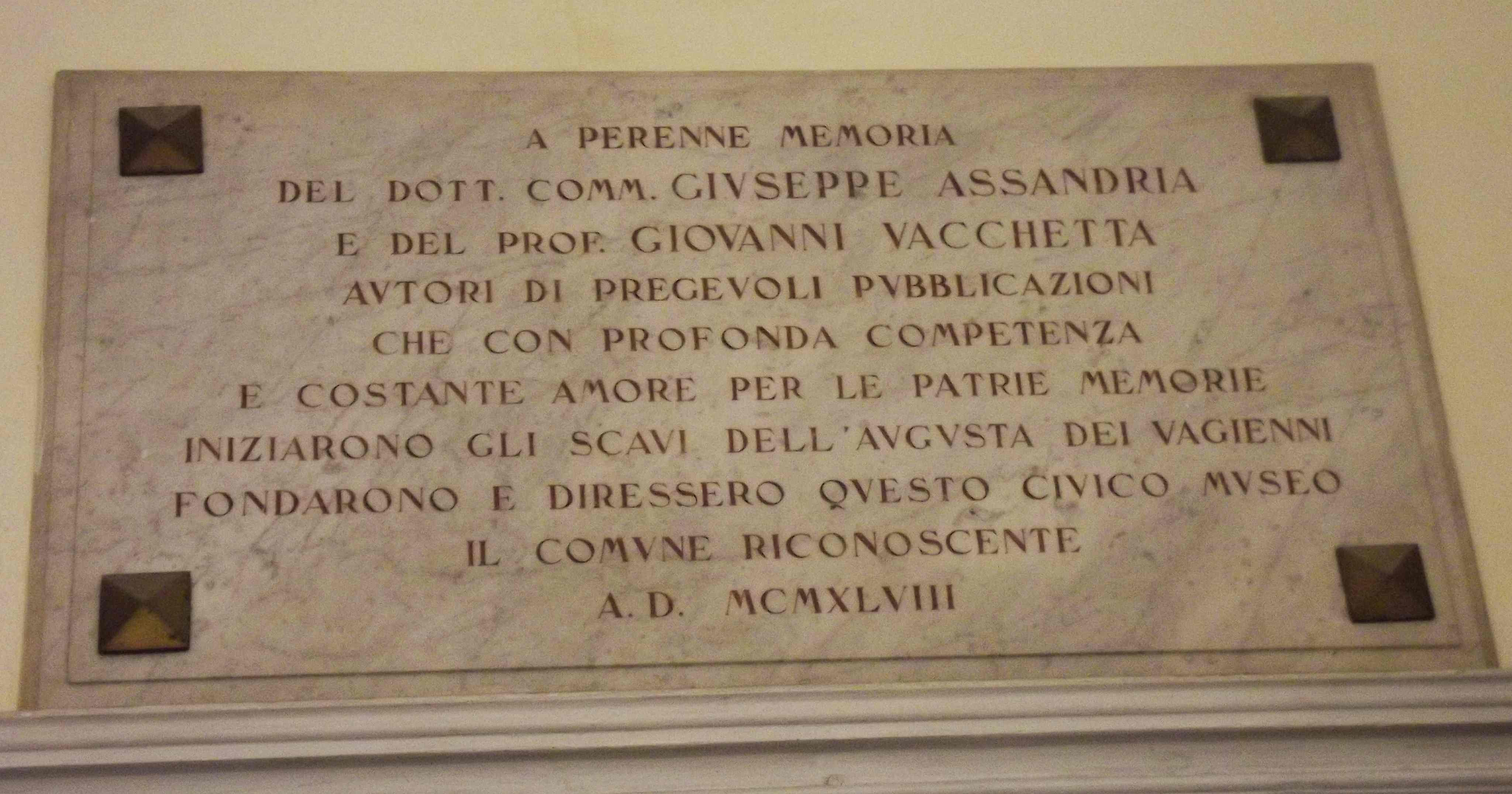
Inschrift zur Erinnerung an Giuseppe Assandria und Giovanni Vacchetta, die Entdecker und ersten Archäologen von Augusta Bagiennorum und Gründer des Ortsmuseums von Bene Vagienna

## Geschichte
Die Siedlung Augusta Bagiennorum wurde im späten 1. Jahrhundert vor Christus wohl etwa zur gleichen Zeit wie das rund 60 km entfernte Augusta Taurinorum, aus dem das heutige Turin hervorging, gegründet. Der Name nimmt Bezug auf das ligurische Volk der Bagienner – auch Vegenner –, der früheren Bewohner der Landschaft am Tanaro. Wohl im 3. Jahrhundert vor Christus wurden die Bagienner von den keltischen Boiern aus Ligurien verdrängt und nahmen ein neues Siedlungsgebiet in der heutigen Emilia-Romagna ein. Ihre Herkunft vom Tanarogebiet ging jedoch nicht vergessen, und so gaben die Römer nach der Eroberung Liguriens der neuen Stadtgründung den Namen Iulia Augusta Bagiennorum, der noch im aktuellen Ortsnamen von Bene Vagienna nachlebt.
In nachantiker Zeit verschwanden durch Plünderung des Mauerwerks fast alle Gebäudestrukturen über dem Bodenniveau, während die Fundamentzone weitgehend von jüngeren Bauwerken ungestört ist. Von einer nicht näher bekannten hochmittelalterlichen Nachfolgesiedlung kamen bei den Ausgrabungen ein Gräberfeld und die Fundamente einer kleinen Kirche zum Vorschein. Der Spuren der Kirche sind im archäologischen Park Augusta Bagiennorum konserviert.
Die bei den Ausgrabungen gefundenen antiken Gegenstände (Inschriften, Münzen, Gemmen, Keramik- und Metallobjekte) sind im archäologischen Museum im Palazzo Lucerna di Rorà in Bene Vagienna ausgestellt.